# Jüdischer Friedhof (Habry)
Koordinaten: 49° 45′ 43,2″ N, 15° 28′ 17,2″ O

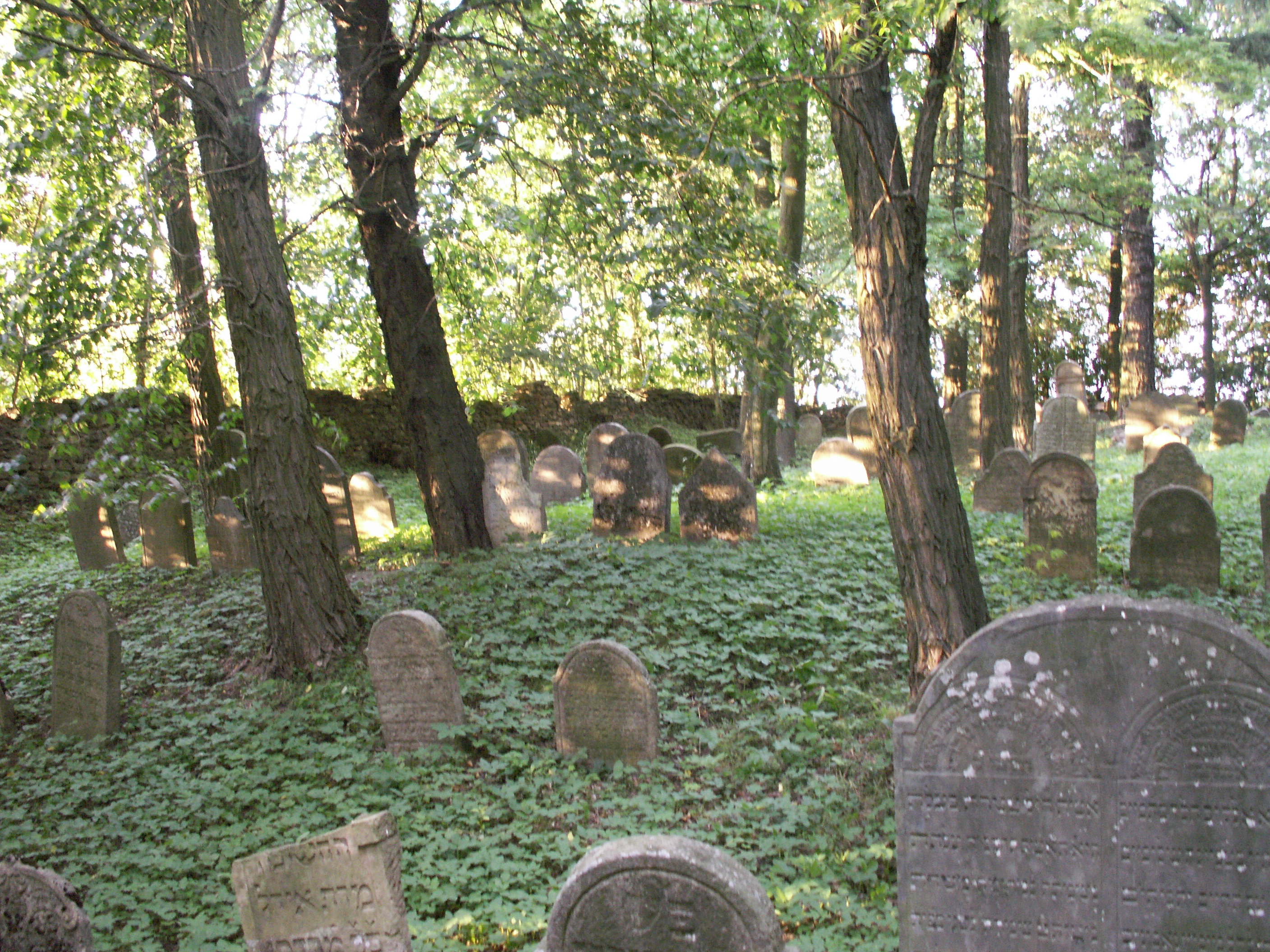
Jüdischer Friedhof in Habry

Der Jüdische Friedhof in Habry (deutsch Habern), einer Stadt im tschechischen Okres Havlíčkův Brod in der Kraj Vysočina, wurde im 17. Jahrhundert angelegt. Der jüdische Friedhof westlich des Ortes ist seit 1988 ein geschütztes Kulturdenkmal. Auf dem Friedhof befinden sich heute noch circa 250 Grabsteine (Mazevot).